# Dritan Abazović
Dritan Abazović (en monténégrin cyrillique : Дритан Абазовић ; en albanais : Dritan Abazi), né le 25 décembre 1985 à Ulcinj (Monténégro, Yougoslavie), est un homme d'État monténégrin qui occupe le poste de Premier ministre du 28 avril 2022 au 31 octobre 2023.
Membre de la minorité albanaise, il dirige l'Action réformiste unie et a précédemment été vice-Premier ministre dans le gouvernement Krivokapić de 2020 à 2022.

## Enfance et éducation
Abazović est né le 25 décembre 1985 à Ulcinj, au Monténégro, alors en Yougoslavie. Après avoir terminé ses études primaires et secondaires à Ulcinj, il est diplômé de la faculté des sciences politiques de l'université de Sarajevo, devenant major de la promotion et lauréat du « Golden Badge » et de la « Golden Charter » de l'université de Sarajevo. Il a obtenu une maîtrise en relations internationales de la faculté des sciences politiques de l'université du Monténégro en 2008. Il a terminé son doctorat en 2019 à la faculté des sciences politiques de l'université de Sarajevo, après avoir soutenu sa thèse de doctorat intitulée Global Politics - Ethical Aspects of Globalization.
De 2005 à 2007, il a été assistant à la faculté des sciences politiques de l'université de Sarajevo. En 2009, il a terminé le cours d'étude de la paix à l'université d'Oslo. À la même université, il a suivi un séminaire de perfectionnement professionnel. En 2011, il a résidé aux États-Unis tout en participant au programme du département d'État à Washington. De 2010 à 2012, il a été le directeur exécutif de la société de radiodiffusion locale Teuta, ainsi que de l'ONG Mogul, toutes deux basées à Ulcinj.

## Carrière politique

### Membre du Parlement du Monténégro (2012-2020)

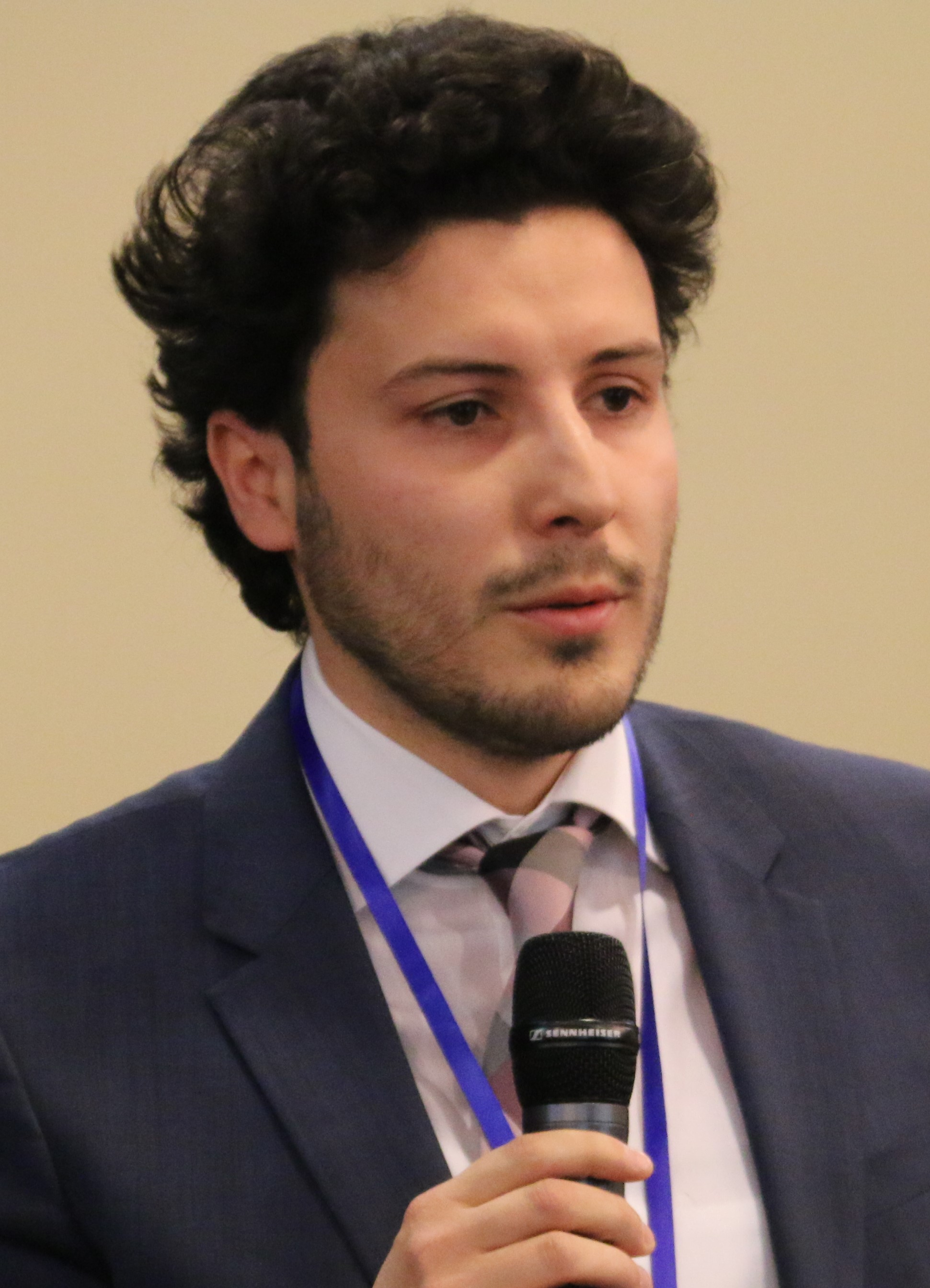
Dritan Abazović en 2016 à Astana, au Kazakhstan.

Abazović est l'un des fondateurs du parti politique social-libéral Monténégro positif en 2012. Lors des élections législatives monténégrines de 2012, le parti a remporté 7 sièges sur 81, faisant d'Abazović le plus jeune membre de la nouvelle convocation du Parlement du Monténégro. En 2014, à la suite d'une scission au sein du parti, Abazović quitte Monténégro positif, servant comme député indépendant avant de rejoindre la nouvelle Action réformée unie (URA) en 2015. En 2022, il est président de l'URA et est l'un de ses représentants parlementaires de 2015 à 2020. En juin 2020, les délégués de trente-huit pays européens ont voté lors du XXXIe Congrès pour admettre le Mouvement civique URA au sein du Parti vert européen, faisant du Mouvement civique URA le premier parti d'opposition au Monténégro indépendant à rejoindre une famille de partis européens.

### Élections législatives de 2020
Le 11 juillet 2020, le Mouvement civique URA décide de se présenter de manière indépendante, en présentant sa plateforme électorale de centre gauche sous le nom En noir et blanc. La liste est conduite par des candidats indépendants, dont la journaliste et militante Milka Tadić, plusieurs professeurs d'université, des journalistes, des militants de la société civile et des ONG. Abazović est tête de liste, en tant que chef de l'URA. La liste électorale de l'URA comprenait également un représentant du Parti de la justice et de la réconciliation (SPP), représentant les intérêts de la minorité bosniaque, ainsi que plusieurs initiatives locales mineures.
Les élections législatives monténégrines de 2020 aboutissent au premier changement démocratique de gouvernement de l'histoire du pays. La liste électorale d'Abazović remporte quatre mandats, ce qui s'est avéré crucial pour renverser le Parti démocratique des socialistes (DPS), dirigé par Milo Đukanović, après 30 ans de pouvoir,. Abazović, au nom de l'URA, et les leaders des listes Pour l'avenir du Monténégro et La paix est notre nation, Zdravko Krivokapić et Aleksa Bečić, se mettent d'accord lors d'une réunion sur plusieurs principes sur lesquels reposerait le futur gouvernement, dont la formation d'un gouvernement d'experts, la poursuite du processus d'adhésion à l'Union européenne, la lutte contre la corruption et le dépassement de la polarisation de la société monténégrine. Ils invitent les partis minoritaires des Bosniaques et des Albanais, souhaitant former un large gouvernement de coalition, que les partis minoritaires finiront par décliner. Après l'élection, l'entretien d'Abazović avec le professeur Kenneth Morrison est publiée par la London School of Economics and Political Science (LSE).

### Vice-Premier ministre (2020-2022)

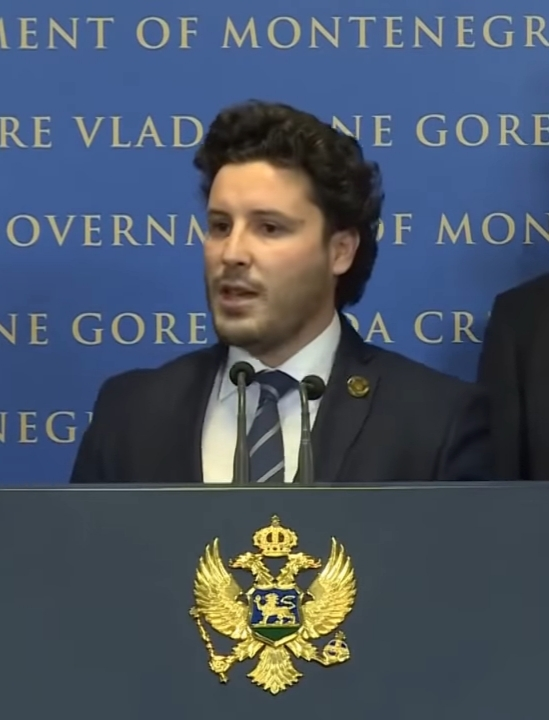
Le vice-Premier ministre Abazović prononçant un discours en décembre 2020.

Le 4 décembre 2020, le nouveau gouvernement est investi par 41 des 81 membres du Parlement du Monténégro et l'homme politique indépendant Zdravko Krivokapić est devenu le nouveau Premier ministre du Monténégro, avec Abazović en tant que vice-Premier ministre chargé de la coordination du secteur de la sécurité et de la sécurité nationale, mettant officiellement fin à trois décennies de règne du Parti démocratique des socialistes (DPS) dans le pays.
Le nouveau gouvernement s'est engagé à démanteler l'appareil d'État construit par le DPS et à éradiquer la corruption et le crime organisé.
Le 5 janvier 2021, Abazović révèle que la société « Global Montenegro », détenue en partie par le président du Monténégro Milo Đukanović, avait 12,45 millions d'euros de dettes envers l'État et qu'il n'y avait plus de fonctionnaires « intouchables ».
En janvier 2022, Abazović est nommé membre du conseil consultatif de l'Institut pour la liberté de foi et la sécurité en Europe.

### Premier ministre du Monténégro (2022-2023)
Le 19 janvier 2022, l'Action réformée unie annonce le dépôt d'une motion de censure conjointement avec les partis de l'opposition parlementaire, officiellement dans le but de vérifier si le gouvernement dispose toujours d'une majorité au Parlement. La motion est soumise au vote le 4 février et est adoptée par 43 voix pour et 11 voix contre, tandis que le principal groupe parlementaire de l'ex-majorité gouvernementale préfère boycotter le scrutin. Dritan Abazović annonce son intention de mener des négociations afin d'établir un gouvernement minoritaire, auquel toutes les formations d'opposition — dont le Parti démocratique des socialistes du président du Monténégro, Milo Đukanović — promettent leur soutien,.
Le 3 mars, Đukanović demande à Abazović de former un nouveau gouvernement. Le 28 avril, le Parlement du Monténégro approuve le nouveau gouvernement, composé d'une large coalition de partis pro-européens et pro-serbes, avec Abazović comme Premier ministre,. Abazović annonce aux députés que le nouveau gouvernement se concentrera principalement sur les réformes requises par l'Union européenne afin que le Monténégro puisse demander à accélérer son processus d'adhésion à la lumière de la nouvelle situation créée par l'invasion russe de l'Ukraine. Il a ajouté que les cinq priorités du gouvernement seront la lutte contre la corruption, des investissements et un développement plus durables, la protection de l'environnement et une meilleure prise en charge des enfants et des jeunes.
Le 20 août, le gouvernement perd sa majorité avec l'adoption d'une motion de censure par le parlement à la suite de la signature d'un accord entre l'État et l'Église orthodoxe.

## Vie privée
Abazović est membre de la minorité albanaise et de confession musulmane. Il parle couramment serbo-croate, albanais et anglais. En 2017, il a signé la Déclaration sur la langue commune des Monténégrins, Croates, Serbes et Bosniaques. En 2010, il publie son premier livre, intitulé Culture cosmopolite et justice mondiale. Il a également travaillé comme professeur de lycée à Ulcinj, enseignant la sociologie de la culture, la communication et de l'histoire des religions.

### Sources primaires
Dans le texte ces références sont précédées d'un double poignard (‡) :
1. ↑  (en) « Dritan Abazović », sur Government of Montenegro (consulté le 28 avril 2022)